# Qualifications des épreuves de badminton aux Jeux olympiques d'été de 2016
Les qualifications des épreuves de badminton aux Jeux olympiques d'été de 2016 sont fondées sur les résultats des athlètes au cours de la période du 4 mai 2015 au 1er mai 2016. 

## Répartition globale des places
| CNO                | Hommes | Hommes | Femmes | Femmes | Mixte  | Total  | Total    |
| CNO                | Simple | Double | Simple | Double | Double | Quotas | Athlètes |
| ------------------ | ------ | ------ | ------ | ------ | ------ | ------ | -------- |
| Australie          |        | 1      | 1      |        | 1      | 3      | 5        |
| Autriche           | 1      |        | 1      |        |        | 2      | 2        |
| Belgique           | 1      |        | 1      |        |        | 2      | 2        |
| Brésil             | 1      |        | 1      |        |        | 2      | 2        |
| Brunei             | 1      |        |        |        |        | 1      | 1        |
| Bulgarie           |        |        | 1      | 1      |        | 2      | 3        |
| Canada             | 1      |        | 1      |        |        | 2      | 2        |
| Chine              | 2      | 2      | 2      | 2      | 2      | 10     | 14       |
| Cuba               | 1      |        |        |        |        | 1      | 1        |
| République tchèque | 1      |        | 1      |        |        | 2      | 2        |
| Danemark           | 2      | 1      | 1      | 1      | 1      | 6      | 8        |
| Estonie            | 1      |        | 1      |        |        | 2      | 2        |
| Finlande           |        |        | 1      |        |        | 1      | 1        |
| France             | 1      |        | 1      |        |        | 2      | 2        |
| Allemagne          | 1      | 1      | 1      | 1      | 1      | 5      | 7        |
| Grande-Bretagne    | 1      | 1      | 1      | 1      | 1      | 5      | 8        |
| Guatemala          | 1      |        |        |        |        | 1      | 1        |
| Hong Kong          | 2      |        | 1      | 1      | 1      | 5      | 7        |
| Hongrie            |        |        | 1      |        |        | 1      | 1        |
| Inde               | 1      | 1      | 2      | 1      |        | 5      | 7        |
| Indonésie          | 1      | 1      | 1      | 1      | 2      | 6      | 10       |
| Irlande            | 1      |        | 1      |        |        | 2      | 2        |
| Israël             | 1      |        |        |        |        | 1      | 1        |
| Italie             |        |        | 1      |        |        | 1      | 1        |
| Japon              | 1      | 1      | 2      | 1      | 1      | 6      | 9        |
| Lituanie           |        |        | 1      |        |        | 1      | 1        |
| Malaisie           | 1      | 1      | 1      | 1      | 1      | 5      | 8        |
| Maurice            |        |        | 1      |        |        | 1      | 1        |
| Mexique            | 1      |        |        |        |        | 1      | 1        |
| Pays-Bas           |        |        |        | 1      | 1      | 2      | 3        |
| Pologne            | 1      | 1      |        |        | 1      | 3      | 5        |
| Portugal           | 1      |        | 1      |        |        | 2      | 2        |
| Russie             | 1      | 1      | 1      |        |        | 3      | 4        |
| Singapour          | 1      |        | 1      |        |        | 2      | 2        |
| Afrique du Sud     | 1      |        |        |        |        | 1      | 1        |
| Corée du Sud       | 2      | 2      | 2      | 2      | 1      | 9      | 14       |
| Espagne            | 1      |        | 1      |        |        | 2      | 2        |
| Sri Lanka          | 1      |        |        |        |        | 1      | 1        |
| Suriname           | 1      |        |        |        |        | 1      | 1        |
| Suède              | 1      |        |        |        |        | 1      | 1        |
| Suisse             |        |        | 1      |        |        | 1      | 1        |
| Taipei chinois     | 1      | 1      | 1      |        |        | 3      | 4        |
| Thaïlande          | 1      |        | 2      | 1      | 1      | 5      | 7        |
| Turquie            |        |        | 1      |        |        | 1      | 1        |
| Ukraine            | 1      |        | 1      |        |        | 2      | 2        |
| États-Unis         | 1      | 1      | 1      | 1      | 1      | 5      | 7        |
| Viêt Nam           | 1      |        | 1      |        |        | 2      | 2        |
| Total : 47 CNO     | 40     | 16     | 38     | 16     | 16     | 126    | 168      |

## Qualifiés
La couleur rose signifie qu'une le joueur a été retiré de la compétition.
BWF Olympic Qualification (5 mai 2016)

### Simple hommes
| No. | Rang | Joueur                   | CNO                | Notes                                  |
| --- | ---- | ------------------------ | ------------------ | -------------------------------------- |
| 1   | 1    | Chen Long                | Chine              |                                        |
| 2   | 2    | Lee Chong Wei            | Malaisie           |                                        |
| 3   | 3    | Lin Dan                  | Chine              |                                        |
| 4   | 4    | Viktor Axelsen           | Danemark           |                                        |
| 5   | 5    | Jan Østergaard Jørgensen | Danemark           |                                        |
| 6   | 7    | Chou Tien-chen           | Taipei chinois     |                                        |
| 7   | 8    | Tommy Sugiarto           | Indonésie          |                                        |
| 8   | 9    | Son Wan-ho               | Corée du Sud       |                                        |
| 9   | 10   | Ng Ka Long               | Hong Kong          |                                        |
| 10  | 11   | Srikanth Kidambi         | Inde               |                                        |
| 11  | 12   | Marc Zwiebler            | Allemagne          |                                        |
| 12  | 13   | Hu Yun                   | Hong Kong          |                                        |
| 13  | 15   | Rajiv Ouseph             | Grande-Bretagne    |                                        |
| 14  | 16   | Lee Dong-keun            | Corée du Sud       |                                        |
| 15  | 20   | Boonsak Ponsana          | Thaïlande          |                                        |
| 16  | 27   | Sho Sasaki               | Japon              |                                        |
| 17  | 32   | Nguyễn Tiến Minh         | Viêt Nam           |                                        |
| 18  | 35   | Pablo Abián              | Espagne            |                                        |
| 19  | 40   | Brice Leverdez           | France             |                                        |
| 20  | 42   | Raul Must                | Estonie            |                                        |
| 21  | 48   | Kevin Cordón             | Guatemala          |                                        |
| 22  | 49   | Henri Hurskainen         | Suède              |                                        |
| 23  | 51   | Yuhan Tan                | Belgique           |                                        |
| 24  | 52   | Vladimir Malkov          | Russie             |                                        |
| 25  | 56   | Adrian Dziółko           | Pologne            |                                        |
| 26  | 58   | Misha Zilberman          | Israël             |                                        |
| 27  | 59   | Osleni Guerrero          | Cuba               |                                        |
| 28  | 60   | Ygor Coelho de Oliveira  | Brésil             |                                        |
| 29  | 61   | Scott Evans              | Irlande            |                                        |
| 30  | 62   | Artem Pochtarev          | Ukraine            |                                        |
| 31  | 63   | Derek Wong Zi Liang      | Singapour          |                                        |
| 32  | 64   | Howard Shu               | États-Unis         |                                        |
| 33  | 65   | Pedro Martins            | Portugal           | Quota du pays organisateur redistribué |
| 34  | 68   | David Obernosterer       | Autriche           | Doubles quota redistribué              |
| 35  | 70   | Martin Giuffre           | Canada             | Doubles quota redistribué              |
| 36  | 72   | Petr Koukal              | République tchèque | Doubles quota redistribué              |
| 37  | 73   | Lino Muñoz               | Mexique            | Quota continental redistribué          |
| 38  | 78   | Jacob Maliekal           | Afrique du Sud     | Afrique                                |
| 39  | 95   | Niluka Karunaratne       | Sri Lanka          | Tripartite invitation                  |
| —   | 133  | Ashwant Gobinathan       | Australie          | Océanie                                |
| —   | 254  | Dylan Soedjasa           | Nouvelle-Zélande   | Océanie                                |
| 40  | 280  | Soren Opti               | Suriname           | Tripartite invitation                  |
| 41  | 406  | Jaspar Yu Woon           | Brunei             | Tripartite invitation                  |

### Simple femmes
| No. | Rang | Joueuse                  | CNO                | Notes                                  |
| --- | ---- | ------------------------ | ------------------ | -------------------------------------- |
| 1   | 1    | Carolina Marín           | Espagne            |                                        |
| 2   | 2    | Ratchanok Intanon        | Thaïlande          |                                        |
| 3   | 3    | Li Xuerui                | Chine              |                                        |
| 4   | 4    | Wang Yihan               | Chine              |                                        |
| 5   | 5    | Nozomi Okuhara           | Japon              |                                        |
| 6   | 8    | Sung Ji-hyun             | Corée du Sud       |                                        |
| 7   | 6    | Saina Nehwal             | Inde               |                                        |
| 8   | 9    | Tai Tzu-ying             | Taipei chinois     |                                        |
| 9   | 10   | Pusarla Sindhu           | Inde               |                                        |
| 10  | 11   | Akane Yamaguchi          | Japon              |                                        |
| 11  | 14   | Bae Yeon-ju              | Corée du Sud       |                                        |
| 12  | 16   | Porntip Buranaprasertsuk | Thaïlande          |                                        |
| 13  | 17   | Kirsty Gilmour           | Grande-Bretagne    |                                        |
| 14  | 18   | Michelle Li              | Canada             |                                        |
| 15  | 22   | Lindaweni Fanetri        | Indonésie          |                                        |
| 16  | 26   | Karin Schnaase           | Allemagne          |                                        |
| 17  | 27   | Line Kjærsfeldt          | Danemark           |                                        |
| 18  | 29   | Tee Jing Yi              | Malaisie           |                                        |
| 19  | 30   | Yip Pui Yin              | Hong Kong          |                                        |
| 20  | 33   | Iris Wang                | États-Unis         |                                        |
| 21  | 35   | Liang Xiaoyu             | Singapour          |                                        |
| 22  | 36   | Kristína Gavnholt        | République tchèque |                                        |
| 23  | 40   | Linda Zechiri            | Bulgarie           |                                        |
| 24  | 46   | Özge Bayrak              | Turquie            |                                        |
| 25  | 47   | Vũ Thị Trang             | Viêt Nam           |                                        |
| 26  | 49   | Natalia Perminova        | Russie             |                                        |
| 27  | 53   | Delphine Lansac          | France             |                                        |
| 28  | 56   | Jeanine Cicognini        | Italie             |                                        |
| 29  | 57   | Marija Ulitina           | Ukraine            |                                        |
| 30  | 59   | Elisabeth Baldauf        | Autriche           |                                        |
| 31  | 60   | Nanna Vainio             | Finlande           |                                        |
| 32  | 61   | Lianne Tan               | Belgique           |                                        |
| 33  | 63   | Sabrina Jaquet           | Suisse             | Doubles quota redistribué              |
| 34  | 64   | Chloe Magee              | Irlande            | Doubles quota redistribué              |
| 35  | 65   | Telma Santos             | Portugal           | Doubles quota redistribué              |
| 36  | 66   | Kate Foo Kune            | Maurice            | Afrique                                |
| 37  | 67   | Kati Tolmoff             | Estonie            | Tripartite invitation                  |
| 38  | 70   | Lohaynny Vicente         | Brésil             | Quota du pays organisateur redistribué |
| 39  | 71   | Laura Sárosi             | Hongrie            | Tripartite invitation                  |
| 40  | 73   | Chen Hsuan-yu            | Australie          | Océanie                                |
| 41  | 76   | Akvilė Stapušaitytė      | Lituanie           | Tripartite invitation                  |

### Double hommes
| No. | Rang | Joueurs             | Joueurs            | CNO             | Notes       |
| --- | ---- | ------------------- | ------------------ | --------------- | ----------- |
| 1   | 1    | Lee Yong-dae        | Yoo Yeon-seong     | Corée du Sud    |             |
| 2   | 2    | Hendra Setiawan     | Mohammad Ahsan     | Indonésie       |             |
| 3   | 3    | Fu Haifeng          | Zhang Nan          | Chine           |             |
| 4   | 4    | Kim Gi-jung         | Kim Sa-rang        | Corée du Sud    |             |
| 5   | 5    | Chai Biao           | Hong Wei           | Chine           |             |
| 6   | 7    | Hiroyuki Endo       | Kenichi Hayakawa   | Japon           |             |
| 7   | 8    | Mathias Boe         | Carsten Mogensen   | Danemark        |             |
| 8   | 10   | Vladimir Ivanov     | Ivan Sozonov       | Russie          |             |
| 9   | 14   | Goh V Shem          | Tan Wee Kiong      | Malaisie        |             |
| 10  | 18   | Lee Sheng-mu        | Tsai Chia-hsin     | Taipei chinois  |             |
| 11  | 19   | Marcus Ellis        | Chris Langridge    | Grande-Bretagne |             |
| 12  | 20   | Manu Attri          | B. Sumeeth Reddy   | Inde            |             |
| 13  | 27   | Adam Cwalina        | Przemysław Wacha   | Pologne         |             |
| 14  | 28   | Michael Fuchs       | Johannes Schöttler | Allemagne       |             |
| 15  | 35   | Sattawat Pongnairat | Phillip Chew       | États-Unis      | Panamérique |
| 16  | 46   | Matthew Chau        | Sawan Serasinghe   | Australie       | Océanie     |

### Double femmes
| No. | Rang | Joueuses                  | Joueuses                | CNO             | Notes       |
| --- | ---- | ------------------------- | ----------------------- | --------------- | ----------- |
| 1   | 1    | Misaki Matsutomo          | Ayaka Takahashi         | Japon           |             |
| 2   | 2    | Nitya Krishinda Maheswari | Greysia Polii           | Indonésie       |             |
| 3   | 3    | Tang Yuanting             | Yu Yang                 | Chine           |             |
| 4   | 4    | Tian Qing                 | Zhao Yunlei             | Chine           |             |
| 5   | 5    | Christinna Pedersen       | Kamilla Rytter Juhl     | Danemark        |             |
| 6   | 6    | Jung Kyung-eun            | Shin Seung-chan         | Corée du Sud    |             |
| 7   | 8    | Chang Ye-na               | Lee So-hee              | Corée du Sud    |             |
| 8   | 11   | Eefje Muskens             | Selena Piek             | Pays-Bas        |             |
| 9   | 14   | Jwala Gutta               | Ashwini Ponnappa        | Inde            |             |
| 10  | 15   | Gabriela Stoeva           | Stefani Stoeva          | Bulgarie        |             |
| 11  | 17   | Puttita Supajirakul       | Sapsiree Taerattanachai | Thaïlande       |             |
| 12  | 21   | Vivian Hoo Kah Mun        | Woon Khe Wei            | Malaisie        |             |
| 13  | 22   | Poon Lok Yan              | Tse Ying Suet           | Hong Kong       |             |
| 14  | 23   | Carla Nelte               | Johanna Goliszewski     | Allemagne       |             |
| 15  | 26   | Heather Olver             | Lauren Smith            | Grande-Bretagne |             |
| 16  | 29   | Eva Lee                   | Paula Lynn Obanana      | États-Unis      | Panamérique |

### Double mixte
| No. | Rang | Joueurs                 | Joueurs             | CNO             | Notes       |
| --- | ---- | ----------------------- | ------------------- | --------------- | ----------- |
| 1   | 1    | Zhang Nan               | Zhao Yunlei         | Chine           |             |
| 2   | 2    | Tontowi Ahmad           | Lilyana Natsir      | Indonésie       |             |
| 3   | 3    | Ko Sung-hyun            | Kim Ha-na           | Corée du Sud    |             |
| 4   | 4    | Xu Chen                 | Ma Jin              | Chine           |             |
| 5   | 5    | Joachim Fischer Nielsen | Christinna Pedersen | Danemark        |             |
| 6   | 7    | Chris Adcock            | Gabrielle Adcock    | Grande-Bretagne |             |
| 7   | 8    | Praveen Jordan          | Debby Susanto       | Indonésie       |             |
| 8   | 10   | Chan Peng Soon          | Goh Liu Ying        | Malaisie        |             |
| 9   | 12   | Lee Chun Hei            | Chau Hoi Wah        | Hong Kong       |             |
| 10  | 14   | Bodin Issara            | Savitree Amitrapai  | Thaïlande       |             |
| 11  | 15   | Jacco Arends            | Selena Piek         | Pays-Bas        |             |
| 12  | 16   | Michael Fuchs           | Birgit Michels      | Allemagne       |             |
| 13  | 17   | Robert Mateusiak        | Nadieżda Zięba      | Pologne         |             |
| 14  | 18   | Kenta Kazuno            | Ayane Kurihara      | Japon           |             |
| 15  | 27   | Phillip Chew            | Jamie Subandhi      | États-Unis      | Panamérique |
| 16  | 34   | Robin Middleton         | Leanne Choo         | Australie       | Océanie     |